# Bhusangi, Gulbarga
Bhusangi là một làng thuộc tehsil Gulbarga, huyện Gulbarga, bang Karnataka, Ấn Độ.